# Río Usora
El Usora (en cirílico Усора) es un río del centro-norte de Bosnia y Herzegovina. Se forma por la confluencia de dos ríos más pequeños, el Velika Usora ("Gran Usora") y el Mala Usora ("Pequeño Usora") en la ciudad de Teslić. Desemboca en el río Bosna al sur de Doboj como afluente izquierdo. Tiene una longitud de 76,3 km y una cuenca hidrográfica de 849,3 km².